# Адам Зрински
Адам Йосип Сигизмунд Зрински (на хърватски: Adam Josip Sigismund Zrinski; на унгарски: Zrínyi Ádám; 24 декември 1662 – 19 август 1691) e хърватски благородник, офицер на служба на Хабсбургската монархия, член на рода Зрински.

## Живот
Неговият баща, Никола VII Зрински, бан на Хърватия, загива на 18 ноември 1664 г. при нелеп инцидент по време на лов, въпреки че са изказани някои съмнения, че е бил убит. Тогава Адам е само на 2-годишна възраст. Той израства с майка си (до смъртта ѝ през 1676 г.), като завършва образованието си във Виенския университет и в Белгия.
През 1681 г. Адам се завръща в Хърватия, в някогашните му бащини владения в Меджимурска жупания, и взема участие във войната срещу Османската империя. Той достига до чин подполковник в кавалерията. На 28 години по време на битката при Сланкамен е застрелян от свой войник в гръб.
Бракът му с австрийската графиня Мария Катарина фон Ламберг е бездетен. Адам Зрински е един от последните мъжки представители на рода Зрински заедно с братовчед си Иван IV Антун Балтазар Зрински.